# Шейбон, Майкл
Майкл Шейбон (англ. Michael Chabon; 24 мая 1963, Вашингтон) — американский писатель и сценарист.

## Биография и творчество
Родился в еврейской адвокатской семье, родители развелись, когда ему было 7 лет. Майкл вырос в Питтсбурге, штат Пенсильвания, и Колумбии, штат Мэриленд. Колумбия, где он жил девять месяцев в году со своей матерью, была «прогрессивным плановым жилым районом, в котором активно поощрялось расовое, экономическое и религиозное разнообразие». Он писал об употреблении марихуаны своей матерью, вспоминая, как она «где-то в 1977 году или около того, сидя на переднем сиденье машины своей подруги Кэти, передавала маленькую металлическую трубку туда-сюда, прежде чем мы пошли в кино». Он вырос, слыша идиш, на котором говорили родители и братья его матери. Учился в Университете Питтсбурга и в Калифорнийском университете в Ирвайне.

### Тайны Питтсбурга и первый литературный успех
Первый роман Шейбона «Тайны Питтсбурга» был написан в качестве магистерской диссертации в Калифорнийском университете в Ирвайне. Ничего не сказав Шейбону, его профессор Дональд Хайни (более известный под псевдонимом Макдональд Харрис) отправил её литературному агенту,. В результате автор получил впечатляющий аванс в размере 155 000 долларов, хотя большинство начинающих романистов получают авансы менее 7500 долларов. Роман «Тайны Питтсбурга» вышел в 1988 году и стал бестселлером, мгновенно вознеся Шейбона на вершину литературной славы. Среди тех, кто повлиял на него в этот период, были Дональд Бартельм, Хорхе Луис Борхес, Габриэль Гарсия Маркес, Раймонд Чандлер, Джон Апдайк, Филип Рот и Ф. Скотт Фицджеральд. Как он заметил в 2010 году: «Я просто копировал писателей, на чьи голоса я реагировал, и я думаю, что это, вероятно, лучший способ учиться».

## Работа в кино и на телевидении
Хотя Шейбон однажды назвал свое отношение к Голливуду «превентивным цинизмом», на протяжении многих лет он работал над тем, чтобы на экране появились как адаптированные, так и оригинальные проекты. В 1994 году Шейбон предложил продюсеру Скотту Рудину сценарий под названием «Джентльмен-хозяин» — романтическую комедию «о пожилых еврейских людях на третьесортном круизном лайнере из Майами». Рудин купил проект и разработал его вместе с Шейбоном, но он так и не был снят, отчасти из-за выхода в 1997 году аналогичного по тематике фильма «В открытом море». В девяностые годы Шейбон также предлагал идеи сюжетов для фильмов «Люди Икс» и «Фантастическая четверка», но получил отказ.
Шейбон также написал черновик для фильма «Человек-паук 2» 2004 года, примерно треть которого была использована в финальном фильме. Вскоре после выхода «Человека-паука 2» режиссёр Сэм Рэйми упомянул, что надеется нанять Шейбона для работы над продолжением фильма, но Шейбон так и не смог поработать над «Человеком-пауком 3».

## Признание
Лауреат Пулитцеровской премии (2001) за роман «Невероятные приключения Кавалера и Клея».
Лауреат премий «Хьюго» и «Небьюла» (2008) за роман «Союз еврейских полисменов».
Лауреат Американской литературной премии ПЕН/Фолкнер за роман «The Amazing Adventures of Kavalier & Clay».

## Публикации на русском языке
- Тайны Питтсбурга. — СПб: Амфора, 2005
- Вундеркинды. — СПб: Амфора, 2005
- Приключения Кавалера и Клея. — СПб: Амфора, 2006
- Союз еврейских полисменов. — СПб: Амфора, 2008
- Майкл Шейбон. «ИГРА НАЧАЛАСЬ!» В связи с выходом «Нового аннотированного издания ‘Шерлока Холмса’» // Иностранная литература № 1, 2008.
- Лунный свет. — М.: Иностранка, 2017.
- Потрясающие приключения Кавалера & Клея. — М.: Иностранка, 2018.
- Союз еврейских полисменов. — М.: Иностранка, 2019.